# Morti nel 1966/Maggio
| Questa pagina contiene informazioni ricavate automaticamente dalle voci biografiche con l'ausilio del template Bio e di un bot. L'aggiornamento è periodico e automatico e ricostruisce completamente la pagina. Se manca una persona in questa lista, sei pregato di non aggiungerla, ma accertati piuttosto che la sua voce biografica contenga il template Bio e che i dati anagrafici siano correttamente compilati. Se il template Bio manca, inseriscilo tu stesso o, in alternativa, metti l'avviso {{tmp\|Bio}} che ne segnala la mancanza. Se i dati riportati sono sbagliati, correggi direttamente la voce biografica; le modifiche saranno visibili in questa lista entro pochi giorni. Per chiarimenti vedi il progetto biografie. La lista contiene solo le 61 persone che sono citate nell'enciclopedia e per le quali è stato implementato correttamente il template Bio. Pagina aggiornata al 3 mar 2024. |

- 1º maggio - Alberto Canaletti Gaudenti, statistico, politico e storico italiano (n. 1887)
- 1º maggio - Willie Reid, allenatore di calcio e calciatore scozzese (n. 1884)
- 2 maggio - Agostinho Fortes Filho, calciatore brasiliano (n. 1901)
- 2 maggio - Torsten Kumfeldt, pallanuotista svedese (n. 1886)
- 2 maggio - Jack London, velocista britannico (n. 1905)
- 2 maggio - Giorgio Piamonti, attore italiano (n. 1899)
- 2 maggio - Jean Rossius, ciclista su strada belga (n. 1890)
- 4 maggio - Raffaello Fagnoni, architetto italiano (n. 1901)
- 4 maggio - Adam Królikiewicz, cavaliere polacco (n. 1894)
- 4 maggio - Edmond Locard, criminologo francese (n. 1877)
- 4 maggio - Amédée Ozenfant, pittore e critico d'arte francese (n. 1886)
- 5 maggio - Ferdinando Carlesi, traduttore, critico letterario e scrittore italiano (n. 1879)
- 6 maggio - Robert MacBryde, pittore e scenografo scozzese (n. 1913)
- 7 maggio - Stanisław Jerzy Lec, scrittore, poeta e aforista polacco (n. 1909)
- 7 maggio - Raúl Pateras Pescara, inventore, imprenditore e aviatore argentino (n. 1890)
- 8 maggio - Norma Smallwood, modella statunitense (n. 1909)
- 8 maggio - Erich Pommer, produttore cinematografico tedesco (n. 1889)
- 8 maggio - Gösta Åkerlöf, chimico svedese (n. 1897)
- 10 maggio - Erich Engel, regista tedesco (n. 1891)
- 10 maggio - Antonio Magarotto, attivista e educatore italiano (n. 1891)
- 11 maggio - Chester Newton, lottatore statunitense (n. 1903)
- 12 maggio - Anna Langfus, scrittrice e drammaturga polacca (n. 1920)
- 12 maggio - Felix Steiner, generale tedesco (n. 1896)
- 13 maggio - Antonio Juantegui, calciatore spagnolo (n. 1898)
- 13 maggio - Jozef Luknár, calciatore slovacco (n. 1915)
- 14 maggio - Megan Lloyd George, politica britannica (n. 1902)
- 14 maggio - Eligio Possenti, critico teatrale e drammaturgo italiano (n. 1886)
- 15 maggio - Venceslau Brás, avvocato e politico brasiliano (n. 1868)
- 15 maggio - Kathryn Forbes, scrittrice statunitense (n. 1908)
- 15 maggio - Maximiliano Hernández Martínez, generale e politico salvadoregno (n. 1882)
- 15 maggio - Germano Mian, allenatore di calcio e calciatore italiano (n. 1912)
- 16 maggio - Robert Pražák, ginnasta cecoslovacco (n. 1892)
- 17 maggio - Olav Kjelbotn, fondista norvegese (n. 1898)
- 17 maggio - Raffaello Matarazzo, regista, sceneggiatore e critico cinematografico italiano (n. 1909)
- 17 maggio - Randy Turpin, pugile inglese (n. 1928)
- 18 maggio - Korokī Mahuta, sovrano neozelandese (n. 1906)
- 19 maggio - Little Man Popwell, giocatore di poker statunitense (n. 1912)
- 20 maggio - Jacob Hergenhahn, ginnasta e multiplista tedesco (n. 1881)
- 20 maggio - Armando Latini, ciclista su strada e pistard italiano (n. 1913)
- 20 maggio - Santi Savarino, giornalista, commediografo e politico italiano (n. 1887)
- 21 maggio - Dorothy Macmillan, socialite inglese (n. 1900)
- 21 maggio - Patrick H. O'Malley Jr., attore statunitense (n. 1890)
- 22 maggio - Olavi Rove, ginnasta finlandese (n. 1915)
- 22 maggio - Andreas Rumpf, archeologo tedesco (n. 1890)
- 23 maggio - Demchugdongrub, ufficiale mongolo (n. 1902)
- 24 maggio - Luciano Folgore, poeta italiano (n. 1888)
- 25 maggio - André Baugé, baritono e attore francese (n. 1893)
- 25 maggio - Eugenio Fassino, partigiano italiano (n. 1923)
- 25 maggio - Joseph Somers, ciclista su strada belga (n. 1917)
- 25 maggio - Lokanātha, monaco buddhista italiano (n. 1897)
- 26 maggio - Lodovico Benvenuti, partigiano e politico italiano (n. 1899)
- 26 maggio - Giovanni Battista Berardi, politico italiano (n. 1895)
- 26 maggio - Maurice Chambelland, sindacalista francese (n. 1901)
- 26 maggio - Edmond T. Gréville, regista francese (n. 1906)
- 26 maggio - Cornelius Hughes, criminale statunitense
- 26 maggio - Olof Molander, regista teatrale e regista svedese (n. 1892)
- 27 maggio - Tomaso Smith, giornalista, scrittore e politico italiano (n. 1886)
- 28 maggio - Carl Roth, cestista e allenatore di pallacanestro statunitense (n. 1909)
- 29 maggio - Giuseppe Marozin, partigiano italiano (n. 1915)
- 30 maggio - Wäinö Aaltonen, scultore e pittore finlandese (n. 1894)
- 31 maggio - Dorothy Kelly, attrice statunitense (n. 1894)